# Deputati dell'XI legislatura del Regno d'Italia
Questo elenco riporta i nomi dei deputati dell'XI legislatura del Regno d'Italia.

## A
- Filippo Abignente
- Francesco Accolla
- Carlo Acquaviva d'Aragona
- Ferdinando Acton
- Guglielmo Acton
- Giuseppe Carlo Airenti
- Giuseppe Alasia
- Luigi Alippi
- Claudio Alli Maccarani
- Alessandro Allis
- Giacomo Giuseppe Alvisi
- Vincenzo Amaduri
- Nicola Amore
- Francesco Anca
- Ferdinando Andreucci
- Giovanni Battista Angelini
- Giuseppe Andrea Angeloni
- Aldo Annoni
- Giovanni Anselmi
- Giovanni Antona Traversi
- Casimiro Ara
- Antonio Araldi
- Antonio Arcieri
- Achille Arese Lucini
- Marco Arese Lucini
- Giovanni Argenti
- Mariano Arlotta
- Trofimo Arnulfi
- Luigi Arrigossi
- Carlo Arrivabene Valenti Gonzaga
- Alessandro Asinari di San Marzano
- Giorgio Asproni
- Felice Assanti Pepe
- Damiano Assanti
- Vincenzo Avati
- Carlo Aveta
- Giuseppe Avezzana
- Michele Avitabile
- Ferdinando Avogadro di Collobiano di Valdegno

## B
- Alfredo Baccarini
- Augusto Baccelli
- Luigi Baino
- Augusto Barazzuoli
- Angelo Bargoni
- Giovanni Barracco
- Olinto Barsanti
- Pio Bartolucci Godolini
- Raffaele Basso
- Pietro Bastogi
- Antonio Bellia Strano
- Vito Beltrani
- Pier Luigi Bembo Salomon
- Valerio Beneventani
- Achille Bernardi
- Felice Bersani
- Agostino Bertani
- Cesare Bertea
- Domenico Berti
- Lodovico Berti
- Giovanni Battista Bertini
- Michele Bertolami
- Ettore Bertolè Viale
- Ludovico Bettoni
- Dionigi Biancardi
- Giuseppe Biancheri
- Alessandro Bianchi
- Celestino Bianchi
- Paolo Bigliati
- Antonio Billia
- Paolo Billia
- Pasquale Billi
- Urbano Bini
- Carlo Bon Compagni di Mombello
- Romualdo Bonfadini
- Ruggiero Bonghi
- Francesco Borgatti
- Giuseppe Borruso Bocina
- Giovanni Bortolucci
- Paolo Boselli
- Giuseppe Bosia
- Luigi Bosi
- Casimiro Bosio di Chiaro Fonte
- Nicola Botta
- Francesco Bove
- Pietro Bozzi
- Ascanio Branca
- Enrico Breda
- Vincenzo Stefano Breda
- Francesco Brescia Morra
- Giuseppe Briganti Bellini
- Filippo Brignone
- Emilio Broglio
- Carlo Brunet
- Giuseppe Bruno
- Gustavo Bucchia
- Tommaso Bucchia
- Raffaello Busacca dei Gallidoro
- Leonida Busi

## C
- Giovanni Cadolini
- Raffaele Cadorna
- Michelangelo Caetani di Sermoneta
- Onorato Caetani di Sermoneta
- Giuseppe Cafisi
- Carlo Cagnola
- Giovanni Battista Cagnola
- Benedetto Cairoli
- Giuseppe Calcagno Cumbo
- Galeazzo Calciati
- Raffaele Caldini
- Salvatore Calvino
- Angelo Camerini
- Lorenzo Valentino Caminneci
- Giovanni Campanari
- Angelo Raffaele Campisi
- Giulio Camuzzoni
- Rosario Cancellieri
- Fabio Cannella
- Giovanni Cantoni
- Giovanni Capellaro
- Filippo Capone
- Michele Capozzi
- Vincenzo Carbonelli
- Fabio Carcani di Montaltino
- Orlando Carchidio
- Giacinto Carini
- Ulisse Carmi
- Sebastiano Carnazza
- Antonio Carnielo
- Carlo Carrelli
- Gaetano Caruso
- Raffaele Caruso
- Domenico Carutti di Cantogno
- Alessandro Casalini
- Michele Casaretto
- Camillo Casarini
- Stefano Castagnola
- Francesco Castelli
- Luigi Castelli
- Giacomo Castelnuovo
- Benedetto Castiglia
- Leopoldo Cattani Cavalcanti
- Francesco Paolo Catucci
- Alberto Cavalletto
- Gaspare Cavallini
- Felice Cavallotti
- Giuseppe Cencelli
- Giuseppe Ceraolo Garofalo
- Filippo Cerroti
- Aurelio Ceruti
- Giuseppe Checchetelli
- Francesco Chiappero
- Eugenio Chiaradia
- Prospero Chiari
- Desiderato Chiaves
- Giuseppe Ciliberti
- Giuseppe Civinini
- Giovanni Codronchi Argeli
- Raffaele Colacicchi
- Luigi Colesanti
- Giacomo Collotta
- Camillo Colombini
- Gabriele Colonna Romano di Cesarò
- Domenico Concini
- Davide Consiglio
- Emidio Coppa
- Michele Coppino
- Patrizio Corapi
- Eugenio Corbetta
- Vincenzo Cordova Savini
- Antonio Corrado
- Cesare Correnti
- Tommaso Corsini
- Clemente Corte
- Paolo Cortese
- Gaetano Cosentini
- Enrico Cosenz
- Luigi Costa
- Francesco Crispi
- Pietro Crispo Spadafora
- Francesco Cucchi
- Efisio Cugia di Sant'Orsola
- Francesco Cugia di Sant'Orsola

## D
- Luigi d'Ambrosio
- Eduardo d'Amico
- Sansone d'Ancona
- Alessandro d'Aste Ricci
- Mariano d'Ayala
- Guido Dalla Rosa
- Abele Damiani
- Niccolò Danzetta
- Giovanni Davicini
- Carlo Cesare Giuseppe De Amezaga
- Francesco De Blasiis
- Tiberio De Blasio Di Palizzi
- Luigi De Blasio
- Giuseppe De Cardenas
- Giustino De Caro
- Antonio De Dominicis
- Oronzio De Donno
- Gennaro De Filippo
- Francesco De Luca
- Giuseppe De Luca
- Giacomo De Martino
- Giovanni Battista De Nobili
- Gaetano De Pasquali
- Guglielmo De Pazzi
- Giovanni De Portis
- Ruggero De Ruggieri
- Simone Antonio De Saint Bon (Pacoret)
- Francesco De Sanctis
- Luigi De Scrilli
- Alessandro De Sterlich
- Antonio De Witt
- Carlo Degli Alessandri
- Achille Del Giudice
- Giacomo Del Giudice
- Floriano Del Zio
- Giuseppe Clemente Deleuse
- Giovanni Della Rocca
- Ernesto Dentice di Frasso
- Agostino Depretis
- Gaetano di Belmonte (Monroy Ventimiglia)
- Scipione Di Blasio
- Ottavio di Canossa
- Cesare di Gaeta
- Pietro di Gerace Mancuso
- Cesare di Masino (Valperga)
- Antonio di Rudinì (Starrabba)
- Gennaro di San Donato (Sambiase San Severino)
- Giacomo Dina
- Francesco Doglioni
- Giovanni Dossena
- Domenico Duranti Valentini

## E
- Mariano Englen
- Paolo Ercole

## F
- Giuseppe Fabbricotti
- Nicola Fabrizj
- Gaetano Facchi
- Ottavio Facini
- Zeffirino Faina
- Paulo Fambri
- Giuseppe Fanelli
- Enrico Fano
- Gavino Fara
- Luigi Emanuele Farina
- Mattia Farina
- Domenico Farini
- Casimiro Favale
- Michele Fazioli
- Romolo Federici
- Carlo Fenzi
- Nicolò Ferracciu
- Francesco Ferrara
- Giuseppe Ferrari
- Luigi Ferraris
- Luigi Fincati
- Antonio Finocchi
- Giuseppe Finzi
- Francesco Fiorentino
- Filippo Florena
- Mariano Fogazzaro
- Ferdinando Fonseca Lopez
- Giorgio Forcella Abbati
- Giuseppe Fornaciari
- Pietro Antonio Fossa
- Enrico Fossombroni
- Giuseppe Franzi
- Lodovico Frapolli
- Angelo Frascara
- Filiberto Frescot
- Saverio Friscia
- Lazzaro Frizzi

## G
- Federico Gabelli
- Leopoldo Galeotti
- Gian Giacomo Galletti
- Giovanni Battista Gaola Antinori
- Giovanni Garelli
- Raffaele Garzia
- Giuseppe Garzoni
- Giovanni Gentinetta
- Giuseppe Gerbore
- Germano Germanetti
- Luigi Gerra
- Andrea Ghinosi
- Giuseppe Giacomelli
- Eugenio Giani
- Raffaele Gigante
- Francesco Giordano
- Giovanni Battista Giorgini
- Vittorio Giudici
- Francesco Maria Giunti
- Cesare Golia
- Carlo Gorio
- Severino Grattoni
- Luigi Gravina
- Luigi Greco Cassia
- Antonio Greco
- Giovanni Andrea Gregorini
- Eduardo Grella
- Luigi Griffini
- Angelo Grossi
- Luigi Guala
- Giovanni Guarini
- Giovanni Battista Guccione
- Anselmo Guerrieri Gonzaga
- Giuseppe Guerzoni
- Prospero Guevara Suardo

## I
- Mario Interlandi Landolina

## J
- Lorenzo Jacampo

## L
- Alfonso La Marmora (Ferrero)
- Luigi La Porta
- Paolo La Spada
- Pietro Lacava
- Corrado Lancia di Brolo
- Raffaele Lanciano
- Federico Landuzzi
- Manfredi Lanza di Trabia
- Giovanni Lanza
- Giuseppe Lanzara
- Leonardo Larussa
- Enrico Lawley
- Giuseppe Lazzaro
- Carlo Leardi
- Alessandro Legnazzi
- Ferdinando Lenzi
- Annibale Lesen
- Giulio Cesare Libetta
- Paolo Lioy
- Francesco Lo Monaco
- Ippolito Longari Ponzone
- Giovanni Battista Loro
- Giacomo Colombo Lovatelli
- Francesco Lovito
- Giovanni Luscia
- Carlo Luzi
- Luigi Luzzatti

## M
- Mauro Macchi
- Luigi Raffaele Macry
- Berardo Maggi
- Raffaele Majerà
- Salvatore Majorana Calatabiano
- Galeazzo Giacomo Maria Maldini
- Vincenzo Malenchini
- Carlo Maluta
- Pasquale Stanislao Mancini
- Giovanni Battista Mandruzzato
- Pietro Manfrin di Castione
- Antonio Mangilli
- Giuseppe Mannetti
- Paolo Mantegazza
- Giuseppe Mantellini
- Luigi Manzella
- Lodovico Maranca Antinori
- Annibale Marazio di Santa Maria Bagnolo
- Raffaele Marchetti
- Adriano Mari
- Filippo Mariotti
- Francesco Marolda Petilli
- Gaspare Marsico
- Ippolito Martelli Bolognini
- Agostino Martinelli
- Massimiliano Martinelli
- Francesco Martire
- Giovanni Marzano
- Francesco Marzi
- Luigi Mascilli
- Luigi Masi
- Paolo Massa
- Giuseppe Massari
- Alceo Massarucci
- Carlo Massei
- Mario Massimo
- Giacomo Mattei
- Isacco Maurogonato Pesaro
- Agatocle Mazzagalli
- Bonaventura Mazzarella
- Gabriele Mazzei
- Angelo Mazzoleni
- Giuseppe Mazzoni
- Carlo Mazzucchi
- Luigi Melegari
- Francesco Saverio Melissari
- Filippo Mellana
- Tito Menichetti
- Emilio Merialdi
- Giacomo Merizzi
- Giuseppe Merzario
- Angelo Messedaglia
- Raffaele Mezzanotte
- Nicola Miani
- Luigi Alfonso Miceli
- Giovanni Battista Michelini
- Luigi Minervini
- Marco Minghetti
- Raffaele Minich
- Tommaso Minucci
- Giorgio Ambrogio Molfino
- Andrea Molinari
- Luigi Mongini
- Beniamino Montemerlo
- Coriolano Monti
- Francesco Clodoveo Monti
- Cirillo Emiliano Monzani
- Giovanni Morandini
- Antonio Mordini
- Donato Morelli
- Salvatore Morelli
- Michele Morini
- Jacopo Moro
- Robustiano Morosoli
- Emilio Morpurgo
- Girolamo Moscardini
- Francesco Ignazio Murgia
- Benedetto Musolino
- Giuseppe Mussi

## N
- Giuseppe Nanni
- Lazzaro Negrotto Cambiaso
- Lorenzo Nelli
- Luigi Nervo
- Saverio Nicolai
- Giovanni Nicotera
- Nicola Nisco
- Niccolò Nobili
- Giovanni Battista Nori
- Alessandro Nunziante

## O
- Antonio Oliva
- Stefano Orsetti

## P
- Vincenzo Pace
- Ferdinando Paini
- Cesare Paladini
- Ferdinando Palasciano
- Giorgio Uberto Pallavicino Clavello
- Giuseppe Panattoni
- Antonio Pancrazi
- Edoardo Pandola
- Ferdinando Pandola
- Antonio Panzera
- Gaetano Parisi Parisi
- Salvatore Parpaglia
- Eleonoro Pasini
- Francesco Pasqualigo
- Francesco Paternostro
- Paolo Paternostro
- Gabriele Luigi Pecile
- Pasquale Pelagalli
- Giacinto Pellatis
- Filomeno Pellegrini
- Marcello Pepe
- Costantino Perazzi
- Antonio Perez
- Pietro Pericoli
- Arturo Perrone di San Martino
- Ubaldino Peruzzi
- Matteo Pescatore
- Carlo Petri
- Ferdinando Petruccelli della Gattina
- Francesco Pettini
- Giuseppe Piacentini Rinaldi
- Luigi Pianciani
- Ercole Piccinelli
- Francesco Piccoli
- Francesco Picone
- Francesco Pignatelli di Strongoli
- Giuseppe Piolti de' Bianchi
- Giuseppe Piroli
- Giuseppe Pisanelli
- Luigi Pissavini
- Giorgio Pizzoli
- Agostino Plutino
- Antonino Plutino
- Fabrizio Plutino
- Andrea Podestà
- Giuseppe Polsinelli
- Giovanni Puccini
- Piero Puccioni
- Vincenzo Pugliese Giannone

## Q
- Niccolò Quartieri

## R
- Matteo Raeli
- Luigi Ranco
- Antonio Ranieri
- Achille Rasponi
- Cesare Rasponi
- Giovacchino Rasponi
- Pietro Rasponi
- Urbano Rattazzi
- Giuseppe Rega
- Francesco Restelli
- Giacomo Antonio Rey
- Spirito Riberi
- Bettino Ricasoli
- Giovanni Ricci
- Cesare Ricotti Magnani
- Augusto Righi
- Felice Rignon
- Ettore Ripandelli
- Giovanni Riso di Colobria
- Mario Rizzari Paternò Castello
- Giuseppe Robecchi
- Gian Domenico Romano
- Tito Ronchetti
- Amos Ronchey
- Emanuele Rorà (Lucerna di)
- Giovanni Battista Ruggeri Della Torre
- Augusto Ruspoli
- Emanuele Ruspoli

## S
- Gualtiero Sacchetti
- Francesco Salaris
- Giuseppe Salemi Oddo
- Antonio Salvagnoli Marchetti
- Vincenzo Salvoni
- Mauro Samarelli
- Gaspare Sampietri
- Antonio Sandri
- Luigi Sanminiatelli Zabarella
- Pietro Sanna Denti
- Nicola Santamaria
- Lorenzo Scillitani
- Guglielmo Scotti Da Tombio
- Francesco Sebastiani
- Andrea Secco
- Federico Seismit Doda
- Quintino Sella
- Bernardino Serafini
- Tiberio Sergardi
- Giovanni Serpi
- Giacomo Servadio
- Carlo Servolini
- Ferdinando Siccardi
- Domenico Sidoli
- Sigismondo Sigismondi
- Paolo Silvani
- Ranieri Simonelli
- Riccardo Sineo
- Gennaro Sipio
- Giuseppe Sirtori
- Nicola Sole
- Luigi Solidati Tiburzi
- Raffaele Sonzogno
- Teodorico Soria
- Luigi Sormani Moretti
- Tommaso Sorrentino
- Venceslao Spalletti
- Federico Spantigati
- Bertrando Spaventa
- Silvio Spaventa
- Martino Speciale Costarelli
- Giuseppe Speroni
- Domenico Spina
- Gaetano Spina
- Vincenzo Sprovieri
- Vincenzo Stocco
- Pietro Strada
- Alessio Suardo
- Francesco Sulis

## T
- Giorgio Tamajo
- Vincenzo Tancredi
- Vittore Tasca
- Michele Tedeschi Rizzone
- Luigi Tegas
- Giovanni Battista Tenani
- Carlo Tenca
- Giovanni Thaon di Revel Genova
- Vincenzo Tittoni
- Guglielmo Tocci
- Giuseppe Torina
- Luigi Tornielli di Borgo Lavezzaro
- Federico Torre
- Pietro Torrigiani
- Giuseppe Toscanelli
- Pietro Toscano
- Giuseppe Tozzoli
- Carlo Tranfo
- Giuseppe Ignazio Trevisani
- Vincenzo Trigona di Canicarao
- Domenico Trigona Naselli di Sant'Elia
- Camillo Trombetta
- Graziano Tubi

## U
- Gregorio Ugdulena
- Pasquale Umana
- Michele Ungaro

## V
- Cesare Valerio
- Francesco Vallerani
- Gaetano Valmarana
- Pacifico Valussi
- Giovanni Battista Vanzo Mercante
- Giovanni Battista Francesco Varè
- Carlo Verga
- Antonio Viacava
- Luigi Viarana
- Gustavo Vicini
- Leonardo Vigo Fuccio
- Angelo Villa Pernice
- Pasquale Villari
- Tommaso Villa
- Vittorio Villa
- Emilio Visconti Venosta
- Giovanni Visone
- Francesco Saverio Vollaro

## Z
- Matteo Zaccagnino
- Francesco Zaccaria
- Giuseppe Zanardelli
- Bartolomeo Zanella
- Cesare Zanolini
- Lorenzo Zarone
- Francesco Zauli Naldi
- Camillo Zizzi
- Francesco Zuccaro Floresta
- Antonio Zupi